# IL17RA
Рецептор A интерлейкина 17 (англ. Interleukin 17 receptor A; CD217) — мембранный белок, низкоаффинный рецептор интерлейкина 17A. Продукт гена человека IL17RA.

## Функции
Интерлейкин 17A (IL17A) — провоспалительный цитокин, секретируемый активированными T-лимфоцитами. Это сильный агент, индуцирующий созревание CD34+-гематопоэтических предшественников в нейтрофилы. IL17RA — широко распространённый мембранный гликопротеин, взаимодействующий с низкой аффинностью с интерлейкином 17A. Рецептор и интерлейкин играют важную роль во многих воспалительных и аутоиммунных заболеваниях, таких как ревматоидный артрит.
IL17RA распознаёт интерлейкины IL17A и IL17F, которые действуют как основные эффекторные цитокины как врождённого, так и приобретённого иммунитетов, участвующих в антибактериальной защите и обеспечении цельности тканей. Связывается с IL17A с большей аффинностью, чем с IL17F. Гомодимеры цитокинов IL17A и IL17F связываются с гетеродимерным комплексом IL17RA/IL17RC. Связывание лигандов с рецептором приводит к взаимодействию рецепторного комплекса с адаптерным белком TRAF3IP2, что приводит к опосредованной TRAF6 активации сигнальных путей NF-κB и MAP-киназы. Это, в свою очередь, приводит к транскрипционной активации цитокинов, хемокинов, противомикробных пептидов и матриксных металлопротеиназ и вызывает сильную воспалительную реакцию 17911633. Участвует в активации нейтрофилов и их рекрутировании к повреждённому участку. Во вторичных лимфоидных органах играет роль в образовании герминативного центра, регулируя ответ B-клеток на хемокины CXCL12 и CXCL13, повышая задержку B-клеток в герминативном центре и селекцию в направлении плазматических клеток. Играет роль в поддержке цельности эпителиальных барьеров в гомеостазе и в патологических условиях. Стимулирует образование бета-дефензинов DEFB1, DEFB103A и DEFB104A эпителиальными клетками слизистой; ограничивая проникновение микробов в организм. Участвует также в противовирусной защите.